# Innocent Love (serie televisiva)
Innocent Love (イノセント・ラヴ?, Inosento Ravu) è un dorama autunnale in 10 puntate di Fuji TV andato in onda nel 2008; la serie vede Maki Horikita interpretare il ruolo del personaggio protagonista.

## Trama
Kanon ha perso l'intera famiglia in un terribile incidente occorso sei anni addietro; l'unico sopravvissuto, il fratello della ragazza Yoji, è stato accusato d'esser il responsabile e pertanto condannato a molti anni di carcere da scontare.
La vita è diventata davvero dura per entrambi, con Yoji soprannominato dagli altri galeotti il parricida, e con Kanon che deve affrontare le conseguenze sociali di quanto accaduto, con i datori di lavoro e i colleghi che la guardano di sottecchi e parlano alle sue spalle.
Un bel giorno Kanon decide di mollare tutto e andarsene a vivere a Yokohama; qui incomincia a lavorare in un'impresa di pulizie. Si trova così a pulire nella casa di Junya, un giovane scapolo che apparentemente vive da solo: e da qui in poi ha inizio un'altra storia.
Ci sono poi di contorno certi giornalisti che non s'arrendono nel cercar di risolvere il mistero di altri incidenti simili a quello in cui è stata coinvolta la famiglia di Kanon: la giovane si troverà quibdi di fronte ancora una volta al suo passato e dovrà cercare d'affrontarlo e superarlo.

## Protagonisti
- Maki Horikita - Akiyama Kanon
- Ruka Sawaki - Kanon da bambina
- Yujin Kitagawa - Nagasaki Junya
- Yu Kashii - Sakurai Mizuki
- Seiji Fukushi - Akiyama Yoji
- Hiroki Narimiya - Segawa Subaru
- Yuki Uchida - Toono Kiyoka
- Kosuke Toyohara - Ikeda Jiro
- Takashi Naitou - Father Yoshimichi
- Mitsuru Hirata - Akiyama Seitaro
- Chiharu Tsuji - Akiyama Junko
- Kenichi Yajima

## Episodi
1. After Battling with Cruel Fate... My New Beginning...
2. A Shocking Evening
3. Torn Bonds
4. A Sign of Happiness
5. Helping Hand
6. A Bond That Deepens
7. Starting to Move
8. Starting to Run
9. Final Tears
10. Eternally